# Janík
Janík (em húngaro: Jánok) é um município da Eslováquia, situado no distrito de Košice-okolie, na região de Košice. Tem 19,87 km² de área e sua população em 2018 foi estimada em 617 habitantes.

## Demografia
| Ano:        | 1994 | 2004   | 2014   | 2024   |
| ----------- | ---- | ------ | ------ | ------ |
| Broj ljudi: | 537  | 569    | 621    | 600    |
| Razlika:    |      | +5,95% | +9,13% | -3,38% |

| Ano:               | 2023 | 2024   |
| ------------------ | ---- | ------ |
| Número de pessoas: | 609  | 600    |
| Diferença:         |      | -1,47% |